# James O'Brien
Pour les articles homonymes, voir O'Brien et Jim O'Brien.
James John O'Brien, aussi appelé Jim O'Brien, né le 28 septembre 1987 à Vale of Leven[Où ?], en Écosse, est un footballeur écossais. 
Il joue depuis 2017 au poste d'ailier droit ou d'attaquant pour le club du Notts County.

## Carrière
James O'Brien signe pour Barnsley en juin 2010, à l'âge de 22 ans, après avoir passé toute la première partie de sa carrière en Écosse.
Le 4 juillet 2014 il rejoint Coventry City .
Le 8 janvier 2019, il rejoint Notts County.
À partir de 2006, il prend part à plusieurs matchs de l'équipe de république d'Irlande espoirs, mais décide, en 2010, de ne se rendre disponible que pour l'équipe d'Écosse.

## Statistiques
| Saison      | Club                 | Pays           | Championnat        | Coupes nationales | Coupes européennes |
| ----------- | -------------------- | -------------- | ------------------ | ----------------- | ------------------ |
| 2006 - 2007 | Celtic               | Premier League | -                  | -                 | -                  |
| 2006 - 2007 | Dunfermline Athletic | Premier League | 13 matchs / 1 but  | 5 matchs          | -                  |
| 2007 - 2008 | Celtic               | Premier League | 1 match            | 1 match           | -                  |
| 2007 - 2008 | Dundee United        | Premier League | 10 matchs          | -                 | -                  |
| 2008 - 2009 | Motherwell           | Premier League | 29 matchs / 1 but  | 3 matchs          | -                  |
| 2009 - 2010 | Motherwell           | Premier League | 35 matchs / 3 buts | 3 matchs          | 2 matchs (C3)      |
| 2010 - 2011 | Barnsley             | Championship   | 33 matchs / 1 but  | 1 match           | -                  |
| 2011 - 2012 | Barnsley             | Championship   | 31 matchs / 2 buts | 1 match           | -                  |
| 2012 - 2013 | Barnsley             | Championship   | 30 matchs / 2 buts | 5 matchs          | -                  |
| 2013 - 2014 | Barnsley             | Championship   | 29 matchs / 2 buts | 3 matchs / 1 but  | -                  |
| 2014 - 2015 | Coventry City        | League One     | 44 matchs / 6 buts | 4 matchs          | -                  |
| 2015 - 2016 | Coventry City        | League One     | 26 matchs / 2 buts | 3 matchs          | -                  |
| 2015 - 2016 | Scunthorpe United    | League One     | 9 matchs / 1 but   | -                 | -                  |
| 2016 - 2017 | Shrewsbury Town      | League One     | 18 matchs          | 7 matchs / 1 but  | -                  |
| 2016 - 2017 | Ross County          | Premier League | 11 matchs          | 2 matchs / 1 but  | -                  |

Dernière mise à jour : 17/04/2017

## Palmarès

### Personnel
- Membre de l'équipe-type de Scottish Premier League en 2010